# Cryhavoc
I Cryhavoc sono stati un gruppo musicale gothic melodic death metal finlandese.
Fondati nel 1992 con il nome Preprophecy, nel 1996 diventano Ravensfall e incidono due demo autoprodotti. Dopo alcuni cambi di formazione si ribattezzano Cryhavoc, e nel gennaio del 1998 registrano il loro primo album in studio. Intitolato Sweetbriers, viene pubblicato nello stesso anno dalla Spinefarm Records. Passato piuttosto inosservato all'epoca, viene considerato rilevante per gli appassionati del death metal scandinavo. Nel frattempo partecipano, con il brano "Repent (Whore)" - insieme ai loro connazionali Wizzard - ad uno split eponimo di una band in rampa di lancio, diventata successivamente ben più famosa, che risponde al nome di Children of Bodom. Nell'anno successivo viene dato alle stampe il secondo  full-length dal titolo Pitch Black Blues. Dopo un tour di supporto ai seminali Amorphis la band si scioglie. In seguito, nel 2016, il cantante Kaapro Ikonen morirà di cancro.

## Formazione

### Ultima
- Kaapro Ikonen – voce (1998-1999)
- Risto Lipponen – chitarra (1998-1999)
- Jouni Lilja – chitarra (1998-1999)
- Kari Myöhänen – basso (1998-1999)
- Pauli Tolvanen – batteria (1998-1999)

## Discografia

### Album in studio
- 1998 - Sweetbriers
- 1999 - Pitch-Black Blues

### Split
- 1998 - Children of Bodom - con Children of Bodom e Wizzard